# Station Borówki
Station Borówki is een spoorwegstation in de Poolse plaats Borówki.